# Rzepin
Rzepin 8udtale:[ˈʐɛpʲin]; tysk: Reppen) er en by og en kommune (Gmina) i det vestlige Polen, der ligger midt i voivodskabet Lubusz (Województwo lubuskie) og har 6.486(2021) indbyggere og et areal på	11,42 km². Den er en del af powiatet (amt) Słubice.

## Geografi
Byen ligger i den vestlige del af Lubusz søområde og Torzymskasletten, i den langsgående postglaciale dal, i den historiske region Lubusz/Lebus Land.

### Rzepinskov
Rzepin fik ejendomsretten til de tilstødende skove før det 14. århundrede, men de blev konfiskeret i 1553 på grund af en forkert fastsat skat af byens myndigheder. Byen bevarede kun sine rettigheder til en lille del skovområdet. Der var en høj bestand af vildt i regionen, hvilket blev bekræftet af tilstedeværelsen af to kongelige skove i nærheden af Rzepin. I det 18. århundrede blev et kongeligt skovdistrikt etableret under administration af Oberforsthaus Reppen. Begrebet Rzepinskov bør i dag kun behandles i historisk sammenhæng, eller til en vis grad, som en ækvivalent til Lubusz-skoven, som er et stort skovområde, der hovedsageligt ligger i nærheden af Rzepin og Torzym i voivodskabet Lubusz. Skovdistriktsadministrationen ligger i Rzepin.

## Historie
Byen blev grundlagt som erstatning for et fort fra det 10. århundrede og en håndværkerbosættelse uden for fortet, som var beliggende nær en bekvem krydsning af Ilanka-floden. Den lå i Lubusz Land, som var en del af provinserne Storpolen og Schlesien i middelalderens Kongeriget af Polen. I anden halvdel af det 13. århundrede overdrog ærkebiskoppen af Magdeburg byen til Markgrevskabet af Brandenburg.